# Sântimbru (Harghita)
Sântimbru é uma comuna romena localizada no distrito de Harghita, na região histórica da Transilvânia. A comuna possui uma área de 52.94 km² e sua população era de 2055 habitantes segundo o censo de 2007.